# Henri Bergson
Henri Bergson (ɑ̃ʀi bɛʁksɔn, ur. 18 października 1859 w Paryżu, zm. 4 stycznia 1941 tamże) – francuski filozof, laureat Nagrody Nobla w dziedzinie literatury za rok 1927. Przyjmowany za założyciela filozofii życia we Francji i głównego twórcę intuicjonizmu.
W swej filozofii zespolił idee zapożyczone od irracjonalistów niemieckich (Schellinga z ostatniego okresu jego działalności oraz Schopenhauera) ze spirytualistycznymi i irracjonalistycznymi poglądami idealistów francuskich — Maine de Birana  i  Émile'a Boutroux. Opublikował cztery główne dzieła: O bezpośrednich danych świadomości, Materia i pamięć, Ewolucja twórcza, Dwa źródła moralności i religii. Znajdują one oddźwięk w wielu dziedzinach oprócz filozofii: filmie, literaturze, neuropsychologii i in.

## Życiorys
Pochodził z żydowskiej rodziny, wywodzącej się od Szmula Zbytkowera – jego ojcem był kompozytor Michał Bergson z Warszawy, a matka pochodziła z żydowskiego rodu z Anglii i Irlandii. Jego siostrą była artystka i okultystka Moina Mathers. W 1868 osiedlili się w Wielkiej Brytanii. Gdy Henri Bergson miał 9 lat, rodzina osiadła w Paryżu. Otrzymał francuskie obywatelstwo.
Henri Bergson studiował w prestiżowej uczelni, paryskiej École normale supérieure. Po ukończeniu studiów nauczał w kilku liceach. W 1892 ożenił się z Louise Neuberger. W 1898 został mianowany profesorem w École normale supérieure.
Zmarł w wieku 81 lat. Został pochowany na cmentarzu w Garches, w departamencie Hauts-de-Seine. Na jego prośbę w pogrzebie uczestniczył ksiądz katolicki.

## Poglądy
Bergson upatrywał główny cel swej filozofii w tym, aby wznieść się ponad punkt widzenia umysłu”. Wedle Bergsona istotą świata jest życie, a życie jest irracjonalne i równie irracjonalne jest także pojmowanie życia. Bergson głosił, że główną rolę w procesie życiowym odgrywa nie rozum, a pęd życiowy. Twórca kieruje się intuicją. Według Bergsona świat podlega ciągłemu rozwojowi, a życie człowieka jest strumieniem przeżyć i czynów. Najwyższą wartość stanowi wolność.
Stworzył koncepcję élan vital, pędu życiowego, siły motorycznej, będącej przyczyną wszelkiej aktywności organizmów żywych.

### Intelekt. Krytyka poznania naukowego
Bergson — analizując życie psychiczne podmiotu — dopatrzył się dwóch rodzajów świadomości: intuicyjnej, związanej z oglądową stroną życia, i intelektualnej, związanej ze stroną czynnościową. Według Bergsona podstawowym narzędziem poznawczym, z jakiego korzysta nauka, jest intelekt. To intelekt (umysł) uogólnia, schematyzuje, kwantyfikuje, relatywizuje. To intelekt tworzy pojęcia – pojęcia rzeczy. Intelekt służy wyłącznie działaniu. Na intelekcie opiera się, i musi się opierać, poznanie naukowe.
Z drugiej jednak strony, rzeczywistość to nie tylko zbiór stałych elementów. To przede wszystkim nieustanne stawanie się, ewolucja. Pewne rzeczy z natury są zmienne, i nie można ich ujmować jako czegoś raz na zawsze określonego i trwałego. Dlatego intelekt upraszcza rzeczywistość: pojęcia, jakie tworzy, nigdy ściśle nie pasują do przedmiotu, są zawsze jego sztucznym odtworzeniem. Intelekt, a za nim nauka, tworzy pojęcia by uprościć pewne byty tak, by poddawały się kwantyfikacji – nierzadko wypaczając tym samym ich naturę.
Za przykład takiego korzystania z intelektu Bergson podaje nasze pojęcie czasu: postrzegamy zawsze tylko pewne momenty czasowe, tylko czasami zdajemy sobie sprawę z tego, że czas upływa; ale mimo to tworzymy pojęcie ciągłego, nieustannie upływającego czasu. Tymczasem trwanie, stawanie się to coś innego niż czas mechaniczny. Obok czasu uniwersalnego istnieje czas przeżywany – czas psychologiczny. W dziele pt. Durée et Simultanéité, wydanym w Paryżu w 1922 r. Bergson krytykował szczególną teorię względności Einsteina, pomimo jej eksperymentalnego potwierdzenia. Mimo braku kwalifikacji filozofa w fizyce należy zaznaczyć, że krytyka Bergsona dotyczyła jednak metafizycznych implikacji teorii Einsteina i jako taka wykraczała poza zagadnienia fizyczne.
Umysłowi przeciwstawia się instynkt – stosujący się bezpośrednio do przedmiotu, dotyczący rzeczy, a nie stosunków między nimi.
Poznaniem, jakie naprawdę odnosi się do rzeczywistości, jest poznanie intuicyjne. Intuicja jest szczególnego rodzaju instynktem. To zdolność bezpośredniego poznania rzeczywistości w jej ciągłości. Jako poznanie bezpośrednie i całościowe – jest bezużyteczna, nie ma żadnego znaczenia praktycznego. Lecz właśnie dlatego filozofia winna opierać się na intuicji – gdyż intuicja jest poznaniem bezinteresownym.

## Trwanie
Intuicyjne przeniknięcie i wgłębienie się w zmienne życie świadomości odsłania jego wewnętrzną substancjalną podstawę, trwanie (fr. Duration), przez które Bergson rozumie w istocie rzeczy subiektywne przeżywanie czasu. Trwanie jest dla niego „głębią naszej istoty i właściwą substancją rzeczy”. Życie świadomości, rozwiajające się w trwaniu, Bergson przeciwstawiał światu materii.

### Religia
Bergson rozróżniał dwa źródła religii: statyczne i dynamiczne. Religia statyczna jest wynikiem działania psychologicznych reakcji i mechanizmów obronnych. Kształtuje ją obawa i obrona przed dezintegracją społeczeństwa ukształtowanego m.in. przez nakazy i zakazy religijne, myśli o śmierci stwarzające domysły dotyczące życia po niej, a także lęk przed przyszłością, który podsuwa idee bóstw opiekuńczych.
Religia dynamiczna wykracza poza potrzeby tymczasowe, przemijające. W niej człowiek wierzący w sposób mistyczny i transcendentny zmierza ku Bogu.
Uczeń Bergsona, o. Reginald Garrigou-Lagrange OP w swej pierwszej poważniejszej pracy Le sens commun, la philosophie de l'être et les formules dogmatiques (1909) argumentuje, że bergsonizm zmierza właściwie ku panteizmowi immanentystycznemu, negującemu transcendencję, absolutność i niezmienność Boga.

## Dzieła
- 1889: O bezpośrednich danych świadomości (l’Essai sur les données immédiates de la conscience – dopełnione przez Quid Aristotles de loco senserit)
- 1896: Materia i pamięć (Matière et mémoire)
- 1900: Śmiech
- 1903: Wstęp do metafizyki, Intuicja filozoficzna
- 1907: L'Évolution créatrice.
W przekładzie na polski: Henri Bergson: Ewolucja twórcza(inne języki). Warszawa: Książka i Wiedza, 1957.
- 1919: Energia duchowa
- 1932: Dwa źródła moralności i religii (Les Deux Sources de la morale et de la religion)
- 1934: Myśl i poruszenie